# Icekiid
Jermyn Creppy, bedre kendt som Icekiid, (født 7. november 1996) er en guld-og platinsælgende musiker og sangskriver. Icekiids musik er hip-hop,Afrobeats, RnB og dancehall-inspireret.

## Opvækst
Han er født i København, Danmark, d. 7. november 1996 og har ghanesiske rødder. Han er opvokset i Storkøbenhavn og brugte en stor del af sine ungdomsår i boligbyggeriet Østervang i Hillerød.

## Karriere
I 2016 udgav Icekiid sin debut EP Afro Dansker. Albummet indeholder nummeret "Blondiner og Brunetter", som er streamet mere end 22 millioner gange på Spotify og sangen "Afrikaner" hvortil musikvideoen er filmet i Ghana. Soundvenue tildelte albummet tre ud af seks stjerner og påpegede, at Icekiids debut-ep skal nok få folk til at danse, men man savner noget vildskab i den tropiske dancehall såvel som i lyrikken.
I maj 2016 blev singlen "Gulddans" udgivet, som er en hyldest-sang til F.C. København for at fejre deres seneste mesterskab i Superligaen 2016-17. Sangen er blevet streamet mere end 17 millioner gange på Spotify, Siden har Icekiid udgivet singlerne "Jalousi", "Jeg Har Dig", "Caraca", "Diddy", "Kamehameha", "Kong Midas", "Stamina", "Cinderella", "Alle Dem" og "Melodisk".
Icekiid blev nomineret til Celebrate Africa Awards 2017, hvor han vandt i kategorien "Afro Inspired Music".
I 2019 udgav han sin anden EP $TAMINA SZN som havde artisten Kesi med på nummeret "Øjne På Mig".
I juni 2020 udgav Icekiid singlen “ErruDumEllaHvad” som blev hans største hit til dato, singlen kom ind som nummer et både på Spotify Top 50 og Hitlisten og blev på pladsen i flere måneder.[kilde mangler] I 2020 blev Icekiid kontaktet af EA, der gerne ville have nummeret “ErruDumEllaHvad” med i FIFA 21, og det er nu en del af fodboldspilserien.
Icekiid blev nomineret til Danish Music Awards 2020, hvor han var nomineret i kategorien “Årets Nye Navn” .
I 2021 udgav han singlerne "No Wahala", "Ingen Over", "No Warning" og "Bagateller". I marts 2021 udgav han singlen "Rotation" som del af soundtracket til serien 2DØGN på XEE. I august 2021 udgav han singlen "Aldrig Glemt" Icekiid synger om at miste en nær ven. Den blev brugt i en DSB-kampagne, satte fokus på fulde unge der mister livet på danske togstationer og dertil også unge med selvmordstanker.[kilde mangler]
I 2022 udgav han "KOLO" og "DRIPPY" de to singler fra hans debutalbum Ingen Roser Uden Torne (2022), der fik fem ud af seks stjerner i Soundvenue. 
Icekiid blev nomineret til Danish Music Awards 2022, hvor han var nomineret som “Årets Solist” .
I juni 2022 udgav han albummet og det gik derefter guld og røg ind som nummer tre på Spotify Top 50 og Hitlisten i flere måneder.[kilde mangler]
I august 2022 annoncerede Samsung en stor kampagne i samarbejde med ICEKIID. 
I september drog han på tour rundt i landets tre største byer til udsolgte intim-koncerter.[kilde mangler]
I november 2022 udgav han singlen "Guantanamo" i samarbejde med gruppen Outlandish. 
I 2023 udgav han hit-singlen "Jumeirah" Featuring rapperen Artigeardit.
Singlen røg ind på en anden plads på både  “Spotify Top 50” & Hitlisten i flere måneder og fik derefter certificeret platin af IFPI efter tre måneder.[kilde mangler] I september 2023 udgav han singlen "Je Ka Jo" der røg ind på en sjetteplads på både Spotify Top 50 og Hitlisten .[kilde mangler]

## Hæder
- Celebrate Africa Awards
  - 2017 vandt prisen "Afro Inspired Music"

- Danish Music Awards
  - 2020 nomineret til “Årets Nye Navn”
  - 2022 nomineret til “Årets Solist”

## Diskografi
Studiealbum
- Ingen Roser Uden Torne (2022)

EP'er
- Afro Dansker (2016)
- $tamina Szn med Kesi (2019)
- 72 Timer (2020)

Singler
- "Gulddans" (2016)
- "ErruDumEllaHvad” (2020)
- "No Wahala" (2021)
- "Ingen Ove" (2021)
- "No Warning" (2021)
- "Bagateller" (2021)
- "Rotation" (2021)
- "Aldrig Glemt" (2021)
- "KOLO" (2022)
- "DRIPPY" (2022)
- "Guantanamo" med Outlandish (2022)
- "Jumeirah" featuring Artigeardit (2023)
- "Je Ka Jo" (2023)